# Kamiennik (gemeente)
De gemeente Kamiennik is een landgemeente in het Poolse woiwodschap Opole, in powiat Nyski.
De zetel van de gemeente is in Kamiennik.
Op 30 juni 2004 telde de gemeente 3763 inwoners.

## Oppervlakte gegevens
In 2002 bedroeg de totale oppervlakte van gemeente Kamiennik 89,23 km², waarvan:
- agrarisch gebied: 76%
- bossen: 16%

De gemeente beslaat 7,29% van de totale oppervlakte van de powiat.

## Demografie
Stand op 30 juni 2004:
| Omschrijving                   | Totaal | Totaal | Vrouwen | Vrouwen | Mannen | Mannen |
| ------------------------------ | ------ | ------ | ------- | ------- | ------ | ------ |
| eenheid                        | aantal | %      | aantal  | %       | aantal | %      |
| inwoners                       | 3763   | 100    | 1892    | 50,3    | 1871   | 49,7   |
| bevolkingsdichtheid (inw./km²) | 42,2   | 42,2   | 21,2    | 21,2    | 21     | 21     |

In 2002 bedroeg het gemiddelde inkomen per inwoner 1188,87 zł.

## Administratieve plaatsen (sołectwo)
Białowieża, Cieszanowice, Chociebórz, Goworowice, Kamiennik, Karłowice Małe, Karłowice Wielkie, Kłodobok, Lipniki, Ogonów, Szklary, Wilemowice, Zurzyce.
Zonder de status sołectwo : Siodłary, Suliszów, Tarnów.

## Aangrenzende gemeenten
Grodków, Otmuchów, Pakosławice, Przeworno, Ziębice